# Universidad de Ciencias Aplicadas y Ambientales
La Universidad de Ciencias Aplicadas y Ambientales (U.D.C.A.) es una universidad privada con sede en Bogotá, capital de Colombia y en la ciudad de Cartagena de Indias.

## Historia
La universidad se inició como Corporación Escuela de Medicina Veterinaria y Zootecnia en 1978, pasó luego a constituirse en Corporación Universitaria de Ciencias Agropecuarias - CUCA, en 1983. Desde 1985 amplió su oferta de programas, en 1989 se iniciaron clases en el campus universitario, en 1992 se inició la carrera de ingeniería agronómica, en 1993 la carrera de Ciencias del Deporte, en 1994 se implementó la carrera Ciencias de la Comercialización, cuya denominación fue cambiada por Ingeniería Comercial. En 1995 se cambió su razón social por el de Corporación Universitaria de Ciencias Aplicadas y Ambientales U.D.C.A. Después siguió creciendo la institución dando inicio a programas de medicina, enfermería, ingeniería geográfica se de inicio a la formación posgradual en las áreas de veterinaria, zootecnia y acreditando programas de alta calidad.
En la Sede Avenida Boyacá n.º 66A - 61- se ofrecen los programas de Economía, Contaduría Pública, Administración de Empresas, Negocios Internacionales, Mercadeo, Finanzas,  Derecho y Química farmacéutica.
En el año 2001 la facultad de medicina de la universidad graduó  la primera promoción de médicos y cirujanos
En 2004 la U.D.C.A fue reconocida como Universidad, y en 2005 se aprobó el nombre Universidad de Ciencias Aplicadas y Ambientales U.D.C.A. En diciembre del 2016 la UDCA recibió la acreditación de alta calidad otorgada por el ministerio de educación al programa de MEDICINA,
el cual está entre los mejores programas de medicina en Bogotá por su excelencia académica y por su precio accesible, de igual manera este programa de medicina se proyecta en ser uno de los mejores del país.
Actualmente la U.D.C.A cuenta con el anfiteatro más grande de Bogotá para uso académico e investigativo de los estudiantes del programa de Medicina Humana y enfermería; también cuenta con clínica veterinaria y múltiples quirófanos, de igual modo cuenta con uno de los edificios más modernos de laboratorios el cual posee 25 laboratorios  en 4 pisos, este edificio está proyectado para inaugurar en el segundo semestre del 2018
Actualmente la universidad cuenta con los siguientes programas de pregrado:
- Medicina
- Administración de empresas
- Derecho
- Contaduría pública
- Negocios internacionales
- Tecnología en Análisis Ambientales
- Ingeniería Agronómica
- Ingeniería Comercial
- Ingeniería Geográfica y Ambiental
- Derecho
- Finanzas
- Licenciatura en Ciencias Naturales y Educación Ambiental
- Técnico Profesional en Entrenamiento Deportivo
- Ciencias del Deporte
- Enfermería
- Química farmacéutica
- Química
- Medicina veterinaria
- Medicina veterinaria y zootecnia
- Zootecnia
- Ciencias ambientales por ciclos propedéuticos

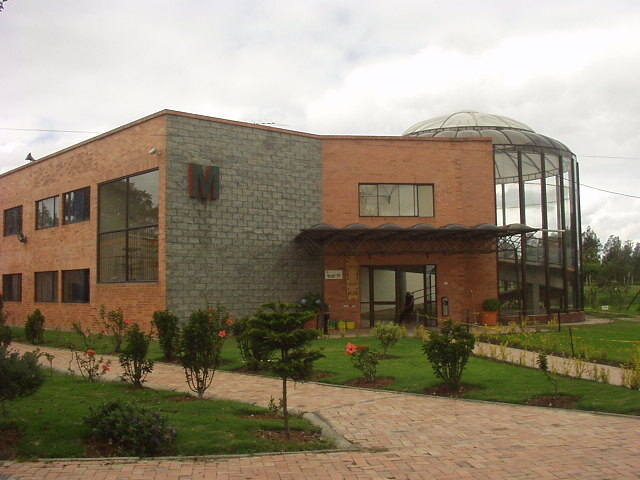
Bloque M - Campus.

## Campus Universitario
La sede campus 222, es un complejo universitario conformado por:
- Campus Norte. 
- Campus Sur.
- Campus Oriental (sede remanso).
- Colegio Verde.
En total del campus calle 222 cuenta con 14 hectáreas, donde se encuentran escenarios deportivos, modernas edificaciones, aulas y laboratorios.
En el CAMPUS SUR se encuentra:
- La clínica veterinaria la cual cuenta con quirófanos, laboratorios clínicos, imágenes diagnósticas.
- En este mismo campus Sur se encuentra el bloque Q (edificio ciencias de la salud) donde reciben clases los estudiantes de medicina y enfermería, este edificio está adecuado con ascensor, 18 aulas, sala de estar, laboratorios de microbiologia y patología, laboratorios de fisiólogia y farmacología, 3 torreones, oficinas de docentes y se encuentra en el primer piso el Anfiteatro Humano el cual es reconocido por ser el anfiteatro más grande de Bogotá, por dentro cuenta con 35 cadáveres reales en perfecto estado de conservación que sirven para el estudio de la morfología, negatoscopios, piscinas de conservación de cadáveres, sala de observación, osteoteca, museo de anatomía, vestíeres, baños, duchas, 10 mesas de disección en las cuales 40 estudiantes pueden hacer prácticas simultáneamente (4 por mesa).
- Bloque L, también conocido como el bloque de simulación clínica, en su interior se encuentra la clínica de simulación donde estudiantes de medicina y enfermería reciben prácticas en modelos de simulación (maniquís) para aprender a canalizar, atender partos, reanimaciones, procedimientos de entubacion, etc. Adicionalmente cuenta con 6 aulas en su segundo piso.
- Bloque M, su arquitectura es especial, pues este edificio es el que identifica a la universidad, en su interior se aprecian obras de arte y escultura, además posee 10 aulas donde reciben clases los estudiantes de MVZ, MV, Z.
- Anfiteatros de Medicina Veterinaria, la universidad cuenta con 3 anfiteatros animales donde reciben prácticas los estudiantes de MVZ, MV y Z. Allí adquieren conocimientos sobre la morfología de porcinos, caninos, equinos, bovinos, aves, reptiles, etc.
- Bloque H, laboratorios bioquímica, biología, etc
- Parqueaderos motos y carros
- Edificio Laboratorios, es el edificio más nuevo y moderno con el cual cuenta la universidad, cuenta con 4 pisos + azotea, en su interior hay un auditorio para capacidad de 120 personas aproximadamente 26 laboratorios, ascensor.
- Plazoleta de comidas, terraza del estudiante.
- Canchas de voleibol, vóley playa, baloncesto, futbol.
- Establos y caballerizas.